# L'Indic
Pour les articles homonymes, voir L'Indic (homonymie).
Pour plus de détails, voir Fiche technique et Distribution.
L'Indic est un film policier français réalisé par Serge Leroy, sorti en 1983.

## Synopsis
Sylvia, une jeune femme honnête, enterre sa tante. Non loin de là, un homme qui assiste à un autre enterrement ne la quitte pas des yeux. Plus tard, il l'invite à déjeuner et lui raconte qu'il travaille dans les affaires. En réalité, il s'agit de Dominique Leonelli, l'un des lieutenants d'Ange Malaggione, un redoutable truand qui est à la tête du clan des Corses. L'inspecteur Bertrand, qui enquête sur eux, ne tarde pas à en informer Sylvia et tente de la convaincre de devenir son "indic"...

## Fiche technique
- Réalisation : Serge Leroy
- Scénario : Didier Decoin d'après le roman de Roger Borniche
- Image : André Domage
- Costumes : Édith Vesperini
- Musique : Michel Magne
- Pays :  France
- Année : 1983
- Genre : policier
- Durée : 95 min
- Date de sortie : 
  - France - 6 avril 1983

## Distribution
- Daniel Auteuil : l'inspecteur Bertrand
- Thierry Lhermitte : Dominique Leonelli
- Pascale Rocard : Sylvia
- Michel Beaune : le commissaire Legoff
- Christian Bouillette : Michelesi
- Marie-Catherine Conti : Graziella
- Danielle Durou : Hélène
- Bernard-Pierre Donnadieu : Ange Malaggione
- Serge Bourrier : le pilote
- Jean-Louis Airola : le fuyard
- Gilbert Bahon : l'employé des pompes funèbres
- Nella Barbier : la conductrice
- Olivier Beesau : le chauffeur de Legoff
- Alain Bernard : Courtois
- Alain Courivaud : Martial
- Denis Fourqueray : le maître d'hôtel
- Philippe Fretun : Vidal